# Sede Nova
Sede Nova là một đô thị thuộc bang Rio Grande do Sul, Brasil. Đô thị này có diện tích 118,519 km², dân số năm 2007 là 2968 người, mật độ 25,04 người/km².